# 佩恩 (明尼蘇達州)
佩恩（英語：Payne）是位於美國明尼蘇達州聖路易斯縣梅多蘭茲鎮區的一個非建制地區。

## 歷史
佩恩的郵局於1904年成立，其後於1972年停運。此地得名自一名鐵路公司老闆。

## 地理
佩恩所處的海拔為高於海平面400米（即1312英呎），而該地所採用的時區為UTC-6，即北美中部時區（CST）。同時該地設有夏令時間，為UTC-6調快一小時，即UTC-5（CDT）。